# Kadriye Aydın (Leichtathletin)
Kadriye Aydın (* 2. Juli 1995 in Mersin) ist eine türkische Hochspringerin.

## Persönliches und sportliche Laufbahn
Aydın kam als zweitjüngstes von insgesamt sieben Kindern zur Welt. Die Familie stammte ursprünglich aus Van, verließ die Stadt allerdings nach einem Erdbeben und ließ sich in Mersin nieder. Aydın wurde dort in einfachsten Verhältnissen geboren und besuchte die Grundschule in ihrem Viertel. Dem Sportlehrer fielen im dritten Schuljahr die Fähigkeiten Aydıns auf. Ihre Eltern lehnten zunächst eine sportliche Betätigung ab, da sich das für ein Mädchen nicht gehöre. Der Schuldirektor konnte allerdings den Vater vom Gegenteil überzeugen. Aydın absolvierte das Gymnasium und anschließend die Sporthochschule der Mersin Üniversitesi. Erste internationale Erfahrungen sammelte Kadriye Aydın 2011 beim Europäischen Olympischen Jugendfestival in Trabzon, bei dem sie mit 1,65 m in der Qualifikation ausschied, wie auch bei den Juniorenweltmeisterschaften in Barcelona im Jahr darauf mit 1,70 m. 2017 erreichte sie bei den U23-Europameisterschaften in Bromberg mit übersprungenen 1,76 m Rang zehn. 2019 nahm sie an der Sommer-Universiade in Neapel teil und wurde dort mit 1,80 m Sechste, ehe sie bei den Balkan-Meisterschaften in Prawez mit 1,70 m den vierten Platz belegte. Im Jahr darauf wurde sie bei den Balkan-Hallenmeisterschaften in Istanbul mit 1,70 m Achte, wie auch bei den Hallenmeisterschaften 2021 ebendort mit 1,70 m.
2018 und 2019 wurde Aydın türkische Meisterin im Hochsprung im Freien sowie 2017, 2019 und 2020 auch in der Halle.

## Persönliche Bestleistungen
- Hochsprung: 1,86 m, 10. Juni 2018 in Istanbul
  - Hochsprung (Halle): 1,84 m, 20. Februar 2019 in Istanbul